# Motorola C331
El Motorola C331 es un teléfono movil GSM fabricado por Motorola. El teléfono fue lanzado en 2002.

## Características
El Motorola C331 tiene un tamaño de 101 x 48 x 21 mm y un peso de 83 gramos. La pantalla es gráfica en escala de grises con una resolución de 98 x 64 píxeles. Para mañana también hay un partido número 3 que es MotoGP, Redecilla 21, Astrosmash. Motorola C331 se conoce como rana. El tono de llamada de este teléfono es de tipo polifónico. Para comunicarse a través de texto, puede utilizar SMS. La batería se puede quitar, usando el tipo NiMH y puede durar hasta 80 horas - 250 horas cuando está en espera y durar 2 horas y 30 minutos - 6 horas cuando llama. En cuanto a la comunicación, este teléfono utiliza la red GSM.